# Oncideres fabricii
Oncideres fabricii là một loài bọ cánh cứng trong họ Cerambycidae.